# Weltzeituhr (Alexanderplatz)
Die Weltzeituhr auf dem Alexanderplatz im Berliner Ortsteil Mitte (auch: Urania-Weltzeituhr) ist eine Uhrenanlage in Baueinheit mit einer symbolischen Weltdarstellung. Sie enthält auf ihrer metallenen Rotunde die Namen von 146 Orten sowie einen zusätzlichen Eintrag zur Datumsgrenze. Seit ihrer Aufstellung 1969 ist die zehn Meter hohe Weltzeituhr ein beliebter Treffpunkt für Berliner und Touristen in der deutschen Hauptstadt. Seit Juli 2015 steht die Weltzeituhr unter Denkmalschutz.

## Geschichte

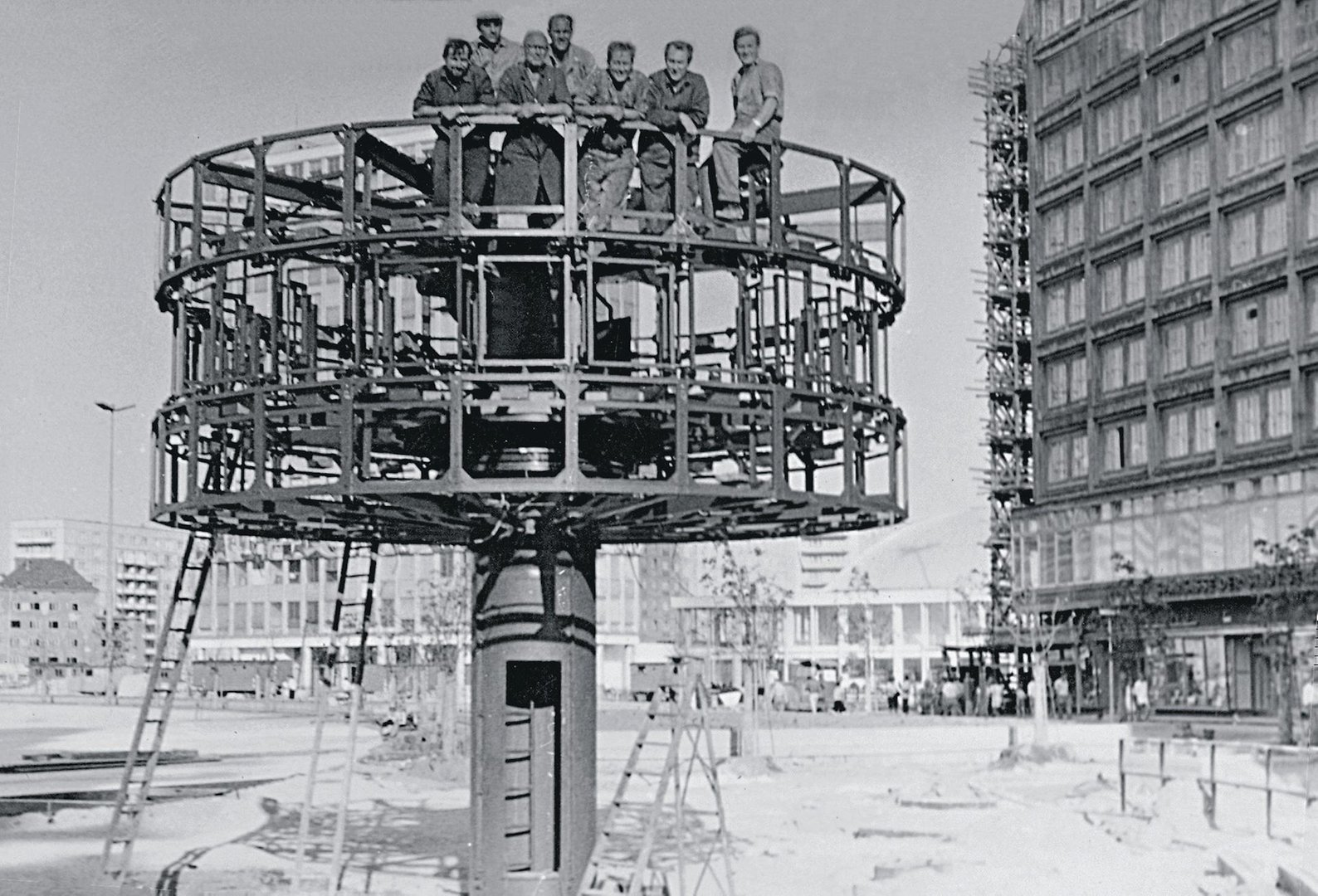
Weltzeituhr in ihrer Bauphase (1969)

Die Weltzeituhr wurde am 30. September 1969 feierlich der Öffentlichkeit übergeben – vorab zum 20. Jahrestag der DDR, zu dem auch der Berliner Fernsehturm eröffnet wurde. Das manifestierte in etwa den Abschluss der umfangreichen Neugestaltung des Alexanderplatzes im Sinne der sozialistischen Moderne und einer großzügigen Stadtplanung, in deren Folge „der Alex“ etwa viermal so groß war wie vor dem Zweiten Weltkrieg. Die Symbolkraft und der Stolz über die von allen Teilen der Bevölkerung auch im Sprachgebrauch angenommene Weltzeituhr zeigen sich unter anderem in der Veröffentlichung von Briefmarken und einer Sondermünze.
Entworfen wurde die Weltzeituhr von dem Designer Erich John, als Mitarbeiter der Planungsgruppe zur Umgestaltung des Berliner Alexanderplatzes unter Leitung von Walter Womacka. Erich John unterrichtete seinerzeit als Dozent für Formgestaltung (später Produktdesign) an der Hochschule für bildende und angewandte Kunst in Berlin. John leitete auch die neunmonatigen Bauarbeiten. Der Bau der Weltzeituhr war eine Teamarbeit von etwa 120 Fachleuten verschiedener Gewerke, darunter die Getriebefabrik Coswig und bauausführend vor Ort der Kunstschmied und Metallbildhauer Hans-Joachim Kunsch. Aufgrund der großen Popularität der Weltzeituhr wird angenommen, dass John bereits damals für seinen Entwurf einen Designpreis in der DDR erhalten hätte – wenn es ihn 1969 gegeben hätte. So bekam er ihn 1982 für ein anderes Produkt.

Urania-Weltzeituhr mit dem Fernsehturm im Hintergrund, ein beliebtes touristisches Fotomotiv

Die Idee zur Uhr kam 1968 bei der Neugestaltung einer 1966 bei Abrissarbeiten aufgefundenen Uraniasäule (svw. Wettersäule) im Zuge der Neuplanung des ehemals kriegszerstörten Alexanderplatzes. In der Ost-Berliner Presse des Entstehungsjahrs 1969 und auf zeitgenössischen Ansichtskarten (z. B. des Verlags Bild und Heimat) wurde das Bauwerk als „Urania-Säule mit der Weltzeituhr“ bezeichnet. Dabei stammt der Name von Urania ab, der Muse der Sternkunde aus der griechischen Mythologie. Eine 1977 von John entworfene Weltzeituhr für Leipzig wurde aus Kostengründen nicht realisiert.
Zwischen Oktober und Dezember 1997 wurde die Uhr für 350.000 Mark (kaufkraftbereinigt in heutiger Währung: rund 291.000 Euro) unter der Verantwortung von Hans-Joachim Kunsch als Metallrestaurator saniert. Bei der Sanierung wurden Städtenamen wie Leningrad in Sankt Petersburg und Alma Ata in Almaty aktualisiert. Der Name Bratislava wurde trotz diplomatischen Protestes der Slowakei in Pressburg geändert. 20 neue Städte wurden hinzugefügt und die Zuordnung von Städten zu Zeitzonen geändert (Beispiel Kiew). Zu den erst 1997 hinzugefügten Städten gehören auch Jerusalem und Tel Aviv.
Im Jahr 2018 übertrug der Designer und Urheber der Uhr, Erich John, das Werbe- und Vermarktungsrecht einem Berliner Start-up-Unternehmen.
Als Erfinder der Weltzeituhr erhielt Erich John 2021 das Bundesverdienstkreuz am Bande. Die Weltzeituhr gilt als berühmtester Treffpunkt Berlins.

## Beschreibung und Funktion

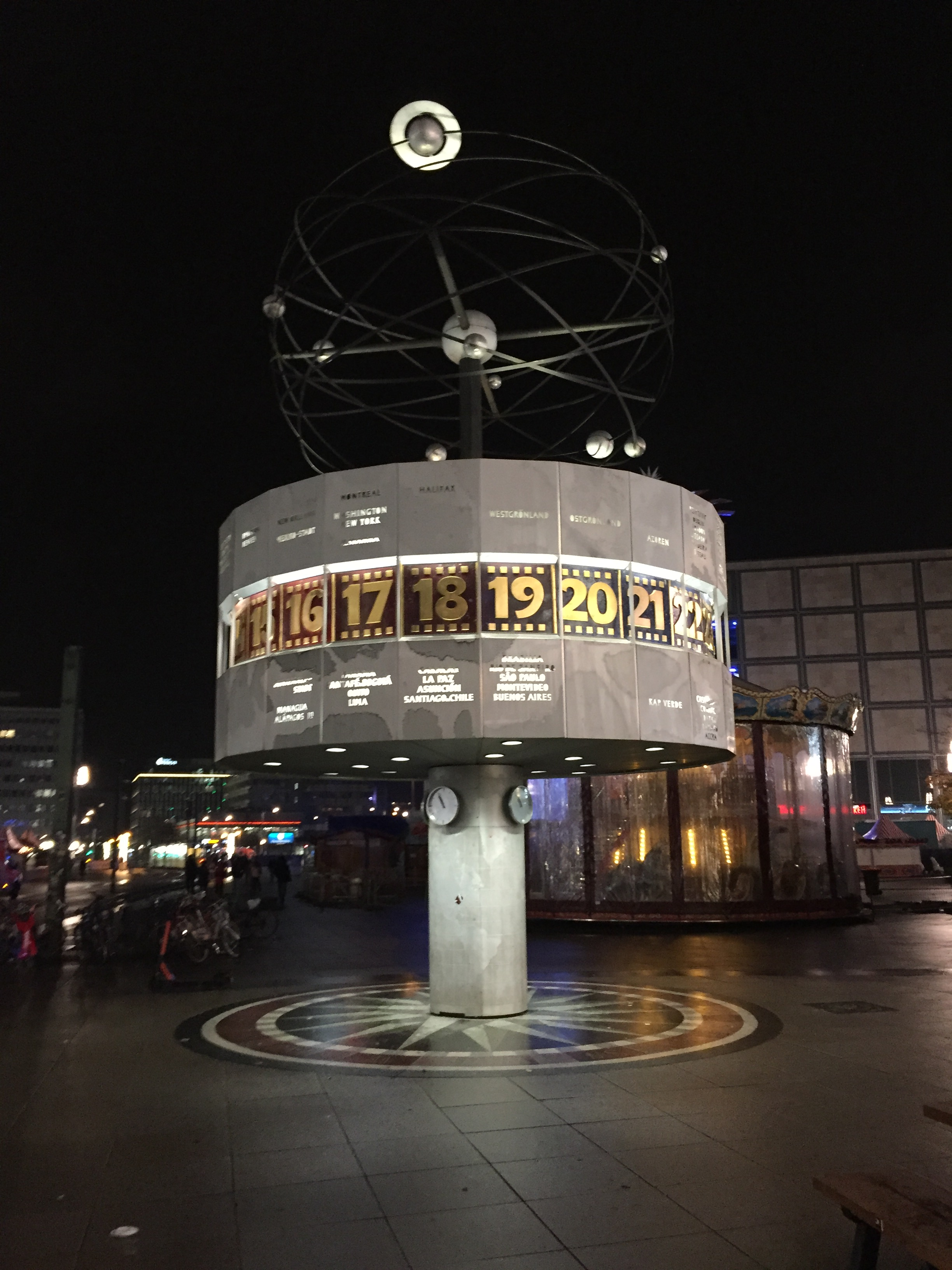
Beleuchtete Ansicht nachts

Über dem im Boden eingelassenen Steinmosaik in Form einer Windrose ist auf einer 2,7 Meter hohen Säule mit 1,5 Metern Durchmesser ein dreigeteilter Zylinder angebracht, dessen Grundfläche 24 Ecken und Seiten aufweist. Jede der 24 Seiten entspricht einer der 24 Haupt-Zeitzonen der Erde. Die zehn Meter hohe Weltzeituhr hat eine Masse von 16 Tonnen. In das Aluminium sind die Namen wichtiger Städte der Zeitzone eingefräst. In diesem Zylinder dreht sich ein Stundenring. Auf diesem wandern die Stunden, farbig gekennzeichnet, durch die Zeitzonen. Über der Weltzeituhr rotiert einmal pro Minute eine vereinfachte Darstellung des Sonnensystems mit Planeten (Kugeln) und ihren mit Stahlkreisen dargestellten Bahnen. Insgesamt ist die Uhr zehn Meter hoch.
Die Technik der Uhr befindet sich zwei Meter unter dem Platz in einem rund 5 m × 5 m großen und rund 1,90 m hohen Raum. Der das Planetensystem antreibende Elektromotor und das Getriebe stammen noch aus DDR-Zeiten. Ein umgebautes Trabantgetriebe erfüllt gemeinsam mit einem Kugellager der Firma Rothe Erde seit Inbetriebnahme die wichtigste Funktion, den Antrieb des Stundenringes.
Im Zuge der Sanierung 1997 übernahm die damalige aurotech GmbH den technisch-elektrischen Teil. Der Elektromotor für den Stundenring wurde gegen einen neuen Getriebemotor ausgetauscht, der den Stundenring fünf Prozent schneller dreht, als die Uhrzeit abläuft. Am Stundenring wurden zwölf Nocken stundengenau befestigt. Der Ring erreicht also rund drei Minuten früher die volle Stunde und der zugehörige Nocken läuft auf einen Schalter auf, der den Motor abschaltet. Nach Ablauf der drei Minuten – dem Erreichen der vollen Stunde – überbrückt der Steuerungscomputer, basierend auf dem Signal des Zeitzeichensenders Mainflingen bei Frankfurt den Schalter solange, bis der Nocken ihn wieder verlassen hat – der Motor läuft bis zum nächsten Nocken. Dadurch kann sich kein Laufzeitfehler kumulieren. Das kurze Anhalten des Stundenringes ist für den Betrachter nicht wahrzunehmen – wohl aber bei Zeitrafferaufnahmen.

## Gesellschaftliche Bedeutung
Die Urania-Weltzeituhr gilt seit Mitte der 1970er Jahre als beliebter Treff- und Verabredungspunkt auf dem Berliner Alexanderplatz.
Am 12. Mai 1983 entrollten die Bundestagsabgeordneten der Grünen Petra Kelly, Gert Bastian und drei weitere Abgeordnete vor der Weltzeituhr ein Transparent mit der Aufschrift „Die Grünen – Schwerter zu Pflugscharen“ und wurden kurz darauf vorübergehend festgenommen. Nach ihrer Freilassung trafen sie sich mit DDR-Bürgerrechtlern, was geduldet wurde, weil die Grünen den NATO-Doppelbeschluss ablehnten.
Während der politischen Wende und genau zu den Feiern des 40. Jahrestages der DDR am 7. Oktober 1989 versammelten sich im Umfeld der Weltzeituhr viele oppositionelle Menschen und formierten von dort unter Rufen wie „Wir sind das Volk“ einen friedlichen Protestzug zum Palast der Republik und weiter zur Gethsemanekirche. Bereits während des Marsches und vor allem im Anschluss kam es zu massiver Gewalt von Polizei und Staatssicherheit, mit insgesamt 1200 Verhaftungen. 33 Tage später fiel die Berliner Mauer.

## Sonstiges
Im Musikvideo des Titels Run To The Sun des britischen Synthie-Pop-Duos Erasure spielt die Urania-Weltzeituhr eine zentrale Rolle. In dem Video aus dem Jahr 1994 ist Sänger Andy Bell durch eine Animation tanzend mitten auf der Weltzeituhr zu sehen.
Zum 50. Jubiläum im Jahr 2019 wurde das Verwertungsrecht, etwa für Nachbildungen als Souvenirs, abgetreten.
Im Jahr 2023 war diese Uhr Ziel eines Farbanschlags der Letzten Generation, die mit dem kompletten Besprühen mit oranger Farbe aus Feuerlöschern auf die Klimaproblematik aufmerksam machen wollte. Der Senat sorgte für die Reinigung und musste dafür rund 14.000 Euro ausgeben.